# Кёльнский камерный оркестр
Кёльнский камерный оркестр (англ. Kölner Kammerorchester) — немецкий камерный оркестр, базирующийся в Кёльне. Основан в 1923 г. В 1976—1986 гг. выступал под названием Capella Clementina.
У истоков оркестра стоял кёльнский генеральмузикдиректор Герман Абендрот, осуществлявший общее руководство коллективом. Однако за пультом его нередко, в том числе и на самом первом концерте оркестра 30 ноября 1923 года, заменял его ученик Густав Классенс. На протяжении 1920-х гг. оркестр был ведущим коллективом Рейнского фестиваля камерной музыки, ежегодно в мае проходившего в Кёльне. С отъездом Абендрота из Кёльна коллектив возглавил другой его ученик, Эрих Краак. В трудное для оркестра в финансовом отношении время в начале 1930-х гг. Краак поправил положение концертами в казино в Леверкузене. Длительное руководство следующего главного дирижёра, Гельмута Мюллер-Брюля ознаменовалось сотрудничеством с рядом ярких солистов (в частности, швейцарским турне с Вильгельмом Кемпфом, 1964) и вниманием к тенденциям исторически информированного исполнительства.
Среди записей оркестра — амбициозный проект полного собрания оркестровых произведений Иоганна Себастьяна Баха, комплекты инструментальных концертов Йозефа Гайдна и симфоний Людвига ван Бетховена.

## Руководители оркестра
- Герман Абендрот (1923—1933)
- Эрих Краак (1933—1963)
- Гельмут Мюллер-Брюль (1963—2008)
- Кристиан Людвиг (2008—2011)